# Sarojusticia
- Commons
- Wikispecies

Sarojusticia Bremek., segundo o Sistema APG II, é um género botânico pertencente à família Acanthaceae.

## Espécie
- Sarojusticia kempeana
  - Sarojusticia kempeana subsp. kempeana
  - Sarojusticia kempeana subsp. muelleri